# تويوتا (آيتشي)
تويوتا مدينة تقع ضمن محافظة آيتشي في اليابان، تأسست في 3/1/1951، بلغ عدد تعداد سكانها في 1 يناير – 2008 حوالي 420286 مساحتها الإجمالية حوالي 918.47 كم٢ لتصبح كثافة سكانها 458 نسمة لكل كيلو متر مربع.

## تاريخ
توكوغاوا إياسو مؤسس شوغونية توكوغاوا كان أحد أعضاء عشيرة ماتسودايرا والتي أخذت اسمها من قرية تقع حالياً في تويوتا.

## توأمة
لتويوتا (آيتشي) اتفاقيات توأمة مع كل من:
- دربي
- ديترويت
- بيند
- South Derbyshire [الإنجليزية]‏
- ناغويا
- ناكاتسوغاوا غيفو
- هيكينان
- كيوسو
- كانازاوا
- هيميجي
- جويتسو
- تاتيباياشي
- شيتشيجاهاما [الإنجليزية]‏
- المملكة المتحدة
- الولايات المتحدة
- كوريا الجنوبية
- سريلانكا
- كازاخستان
- نيبال
- بابوا غينيا الجديدة
- فنلندا
- المكسيك
- روسيا

## معرض صور

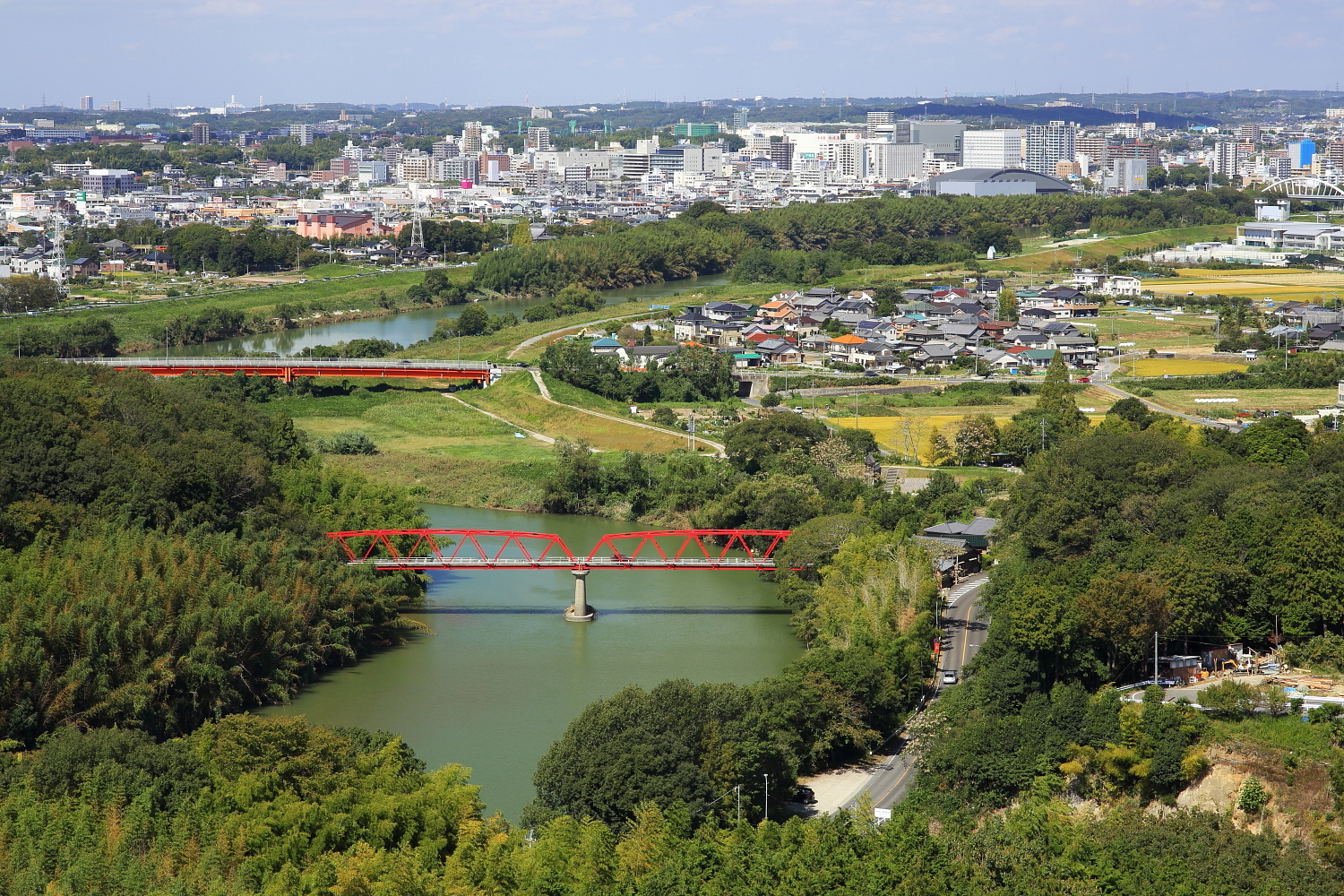
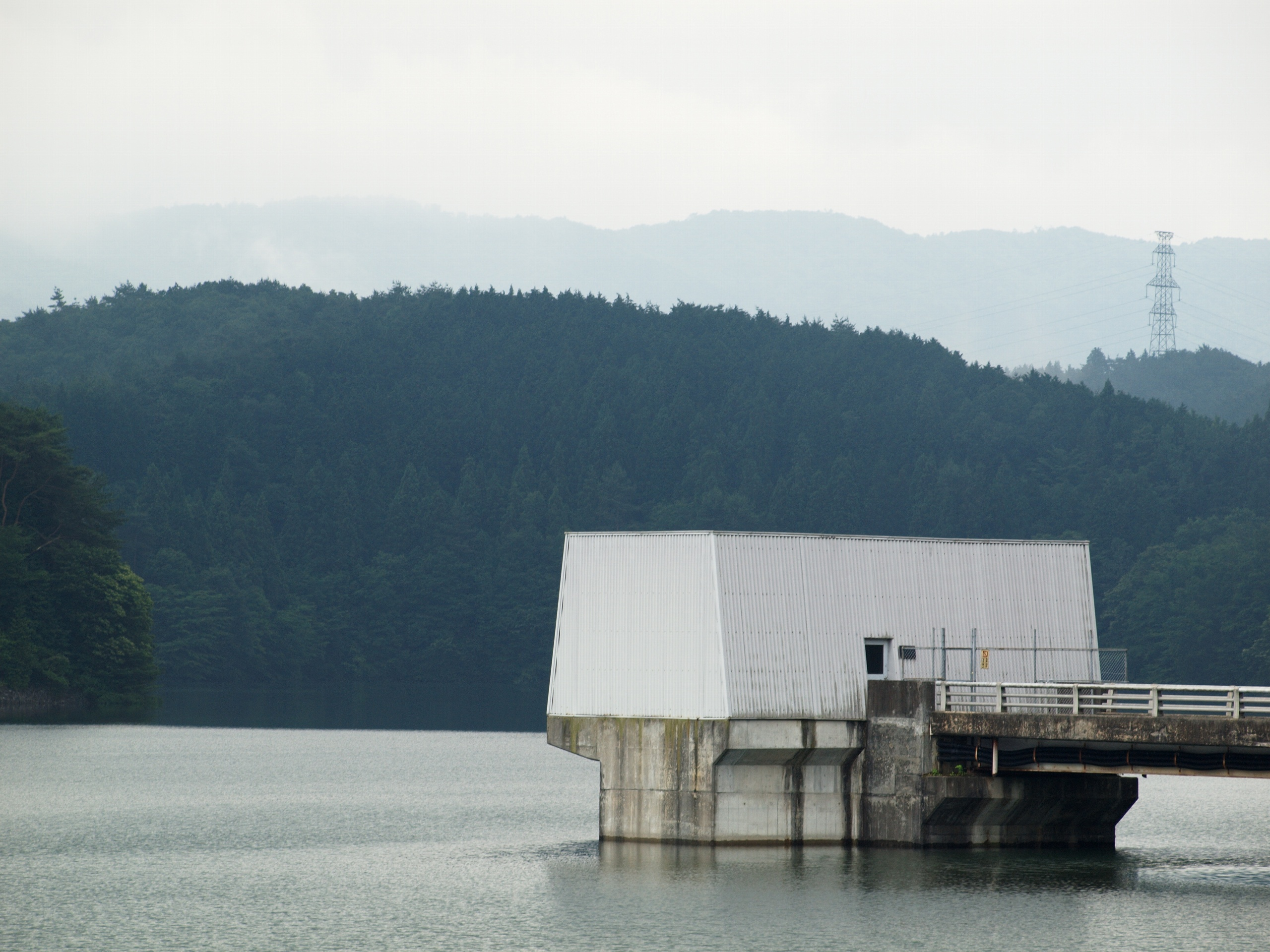
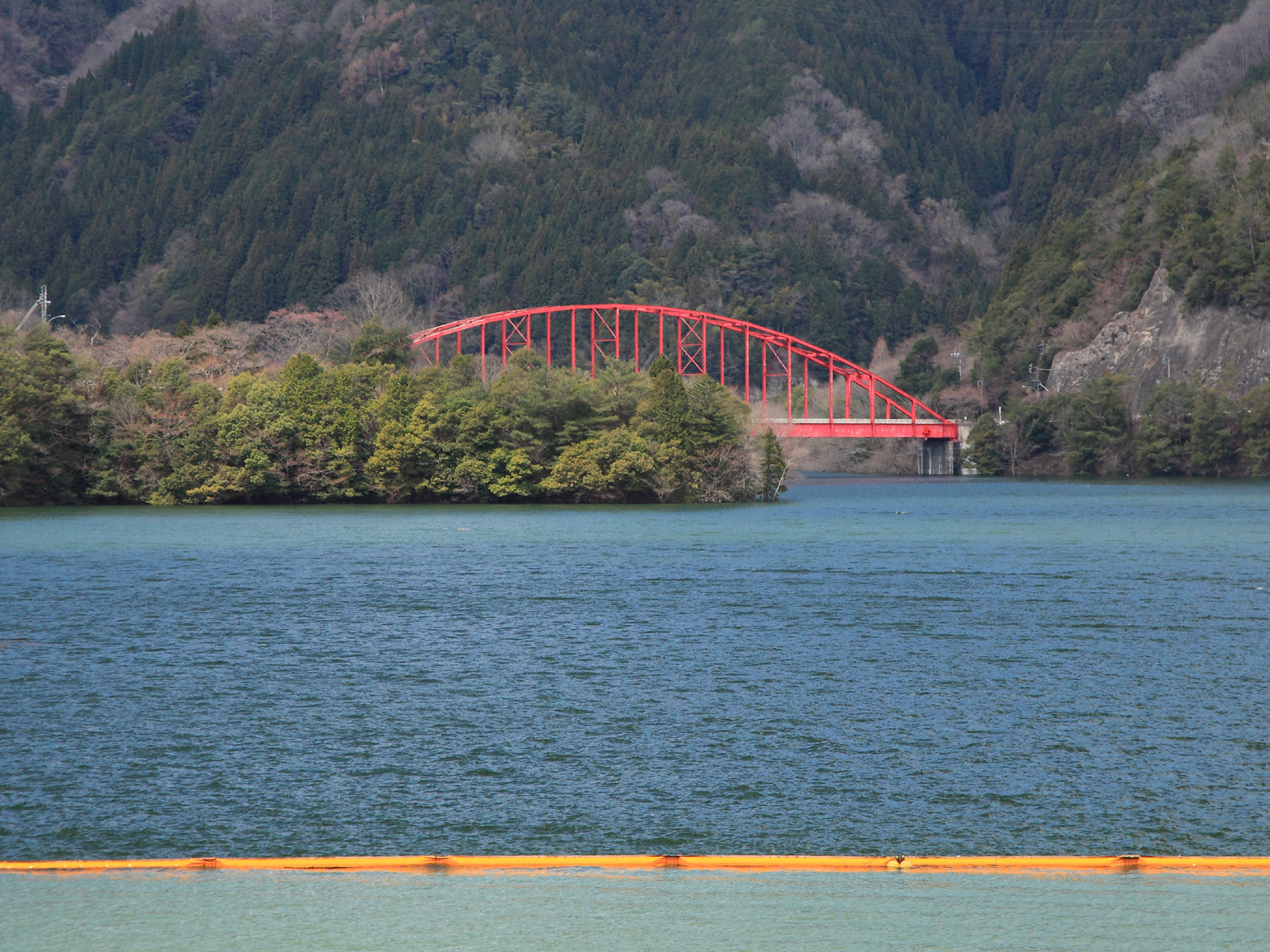
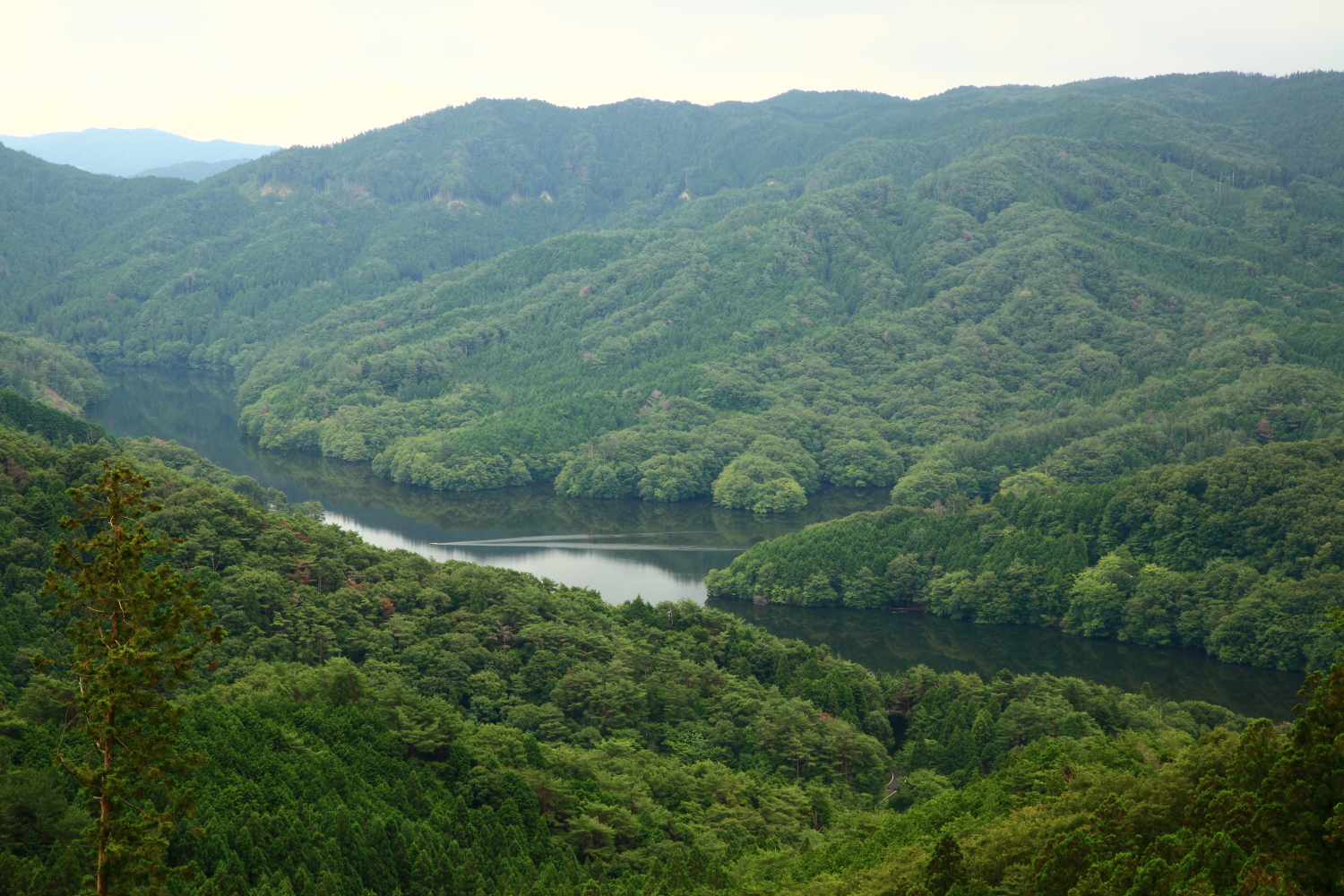
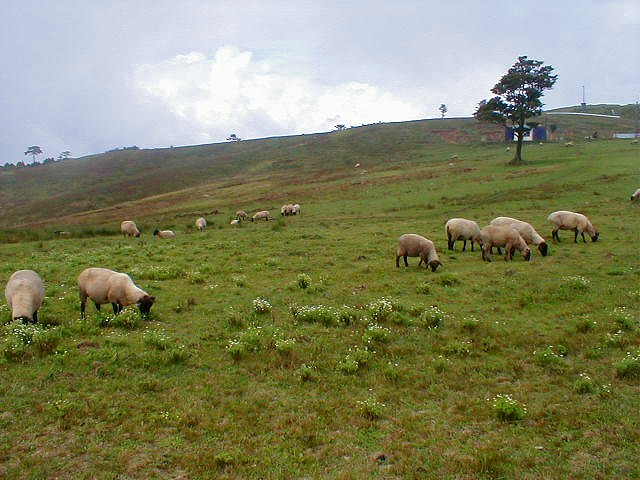

## أعلام
- كينزو سوزوكي
- يوجي كاجيوارا
- ميلياه كاتو
- ريوزو هيراكي
- كازوهيسا كوندو
- تاييتشي أونو
- تيتسورو ميورا
- شيراز نوبو
- أيانو فوكودا

## اقرأ أيضا
- تويوتا ميراي